# Reguła: WΔZ
Reguła: WΔZ (ang. WΔZ; w Stanach Zjednoczonych film wydano pt. The Killing Gene) – brytyjski film powstały w 2007 roku.
Światowa premiera filmu miała miejsce 19 maja 2007 roku podczas Cannes Film Market. W Polsce film wydano sierpniu 2008 wyłącznie z przeznaczeniem do dystrybucji domowej.

## Obsada
- Stellan Skarsgård – Eddie Argo
- Selma Blair – Jean Lerner
- Melissa George – Helen Westcott
- Ashley Walters – Daniel Leone
- Paul Kaye – Gelb
- Tom Hardy – Pierre Jackson
- Michael Wildman – O'Hare
- Sally Hawkins – Elly Carpenter
- Michael Liebman – Wesley Smith
- John Sharian – Jack Corelli

## Opis fabuły
W Nowym Jorku dochodzi do brutalnych morderstw. Na ciałach wszystkich ofiar przed- lub pośmiertnie wycięto tajemniczą frazę: tytułowe „WΔZ” (równanie Price’a). Już wkrótce ma się okazać, że za serią wstrząsających zbrodni stoi Jean Lerner – ofiara gwałtu, która przez swoich oprawców została zmuszona do zastrzelenia własnej matki. Teraz Lerner mści się na bandytach, którzy zmienili jej życie w koszmar – poddaje ich wymyślnym torturom, w ten sposób chcąc ich przymusić, by zabili swych bliskich, ocalając tym samym siebie.
Sprawą zajmują się detektyw Eddie Argo oraz Helen Westcott. Westcott, nowicjuszka w swym fachu, podobnie zresztą jak inni współpracownicy Argo nie wie, że ten nawiązał romans z jednym z przestępców uwikłanych w gwałt na Lerner.

## Recenzje
Film zebrał przede wszystkim pozytywne opinie krytyków filmowych. Internetowy portal Rotten Tomatoes przyznał Regule: WΔZ ocenę 71%; opierała się ona na recenzjach czternastu profesjonalnych krytyków współpracujących ze stroną. Alan Jones, dziennikarz magazynu „Film Review”, okrzyknął film mianem „wybitnego, inteligentnego dreszczowca”.

### Nagrody i wyróżnienia
- 2007: nominacja do nagrody w kategorii „najlepszy film” podczas Sitges – Catalonian International Film Festival